# المنجم الرياضي بالمتلوي
المنجم الرياضي بالمتلوي هو فريق تونسي من مدينة المتلوي ينشط في رابطة الهواة في موسم 2014-2015 ولم يسجل أي صعود من تلك الرابطة منذ تاسيسه في السبعينات من القرن الماضي. ويلقب في المتلوي بــ المينة
يلعب المنجم الرياضي بالمتلوي مبارياته الرسمية في الملعب البلدي بالمتلوي وهو نفس الملعب الذي يلعب فيه مواطنه النجم الرياضي بالمتلوي الذي ينشط موسم 2014-2015 في الرابطة المحترفة الأولى لكرة القدم 